# I giganti del West
I giganti del West (The Mountain Men) è un film western/avventura del 1980 diretto da Richard Lang ed interpretato da Charlton Heston.

## Trama
Due avventurieri, Bill Tyler e Henry Frapp, cacciatori di castori, sono alle prese con le difficoltà dovute alla natura selvaggia che rende difficili, faticose e pericolose le loro imprese. Ma oltre a ciò, ben presto devono affrontare l'ostilità dei pellerossa, che esigono il loro bottino e per di più restano presi in mezzo nella faida fra due tribù, i Piedi Neri ed i Corvi. Una lite tra un capo dei Piedi neri, Heavy Eagle [Aquila Nera nella versione italiana] e la sua squaw, Luna splendente, è causa di forte inimicizia tra lui e i due cacciatori, che hanno deciso di difendere la donna. Heavy Eagle non aspetta altro che vendicarsi a tutti i costi di Bill Tyler, che di Luna splendente si è innamorato, ricambiato dalla squaw. Dopo diverse traversie, nelle quali Henry Frapp muore per mano di un guerriero pellirosse, il film termina con un duello all'ultimo sangue tra i due pretendenti.

### Titolo
L'altisonante titolo italiano è del tutto generico mentre più modesto, ma anche più aderente alla trama, il titolo originale Gli uomini della montagna. Infatti il termine "mountain man" negli Stati Uniti è utilizzato per chiamare i trapper in riferimento quindi al lavoro dei protagonisti, cosa che lo stesso Henry Frapp dichiara con la frase: «...io sono un uomo della montagna».

## Produzione
Girato nel Wyoming, nel comprensorio dei Parchi Naturali di Yellowstone e Grand Teton.
Il film è stato sceneggiato dal figlio del protagonista, al suo esordio nel mondo cinematografico, adattando un romanzo in fase di scrittura.